# Czapski-Palast (Warschau)

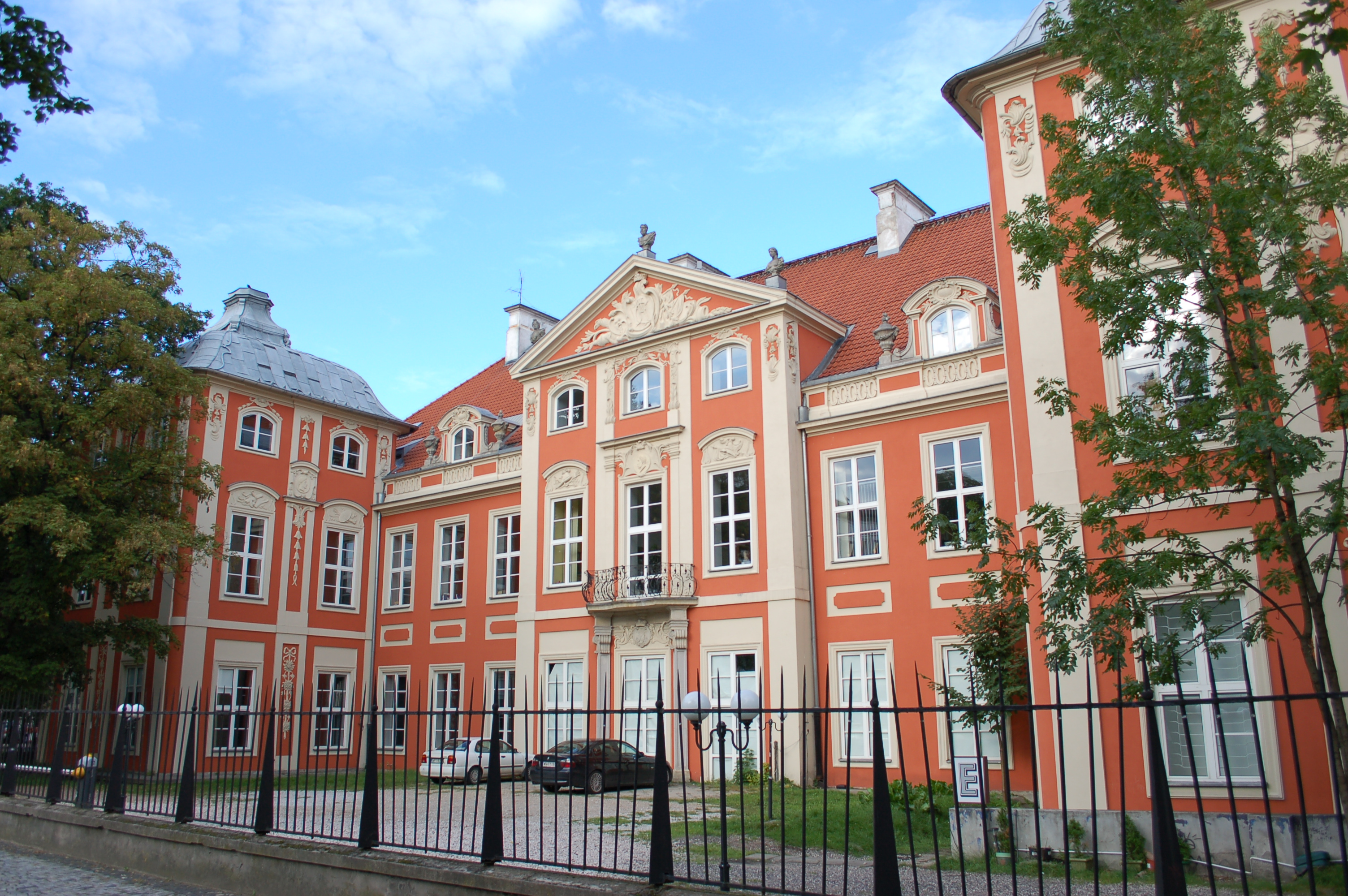
Die Rückseite des Czapski-Palastes an der heutigen Pasaż Wacława Niżyńskiego

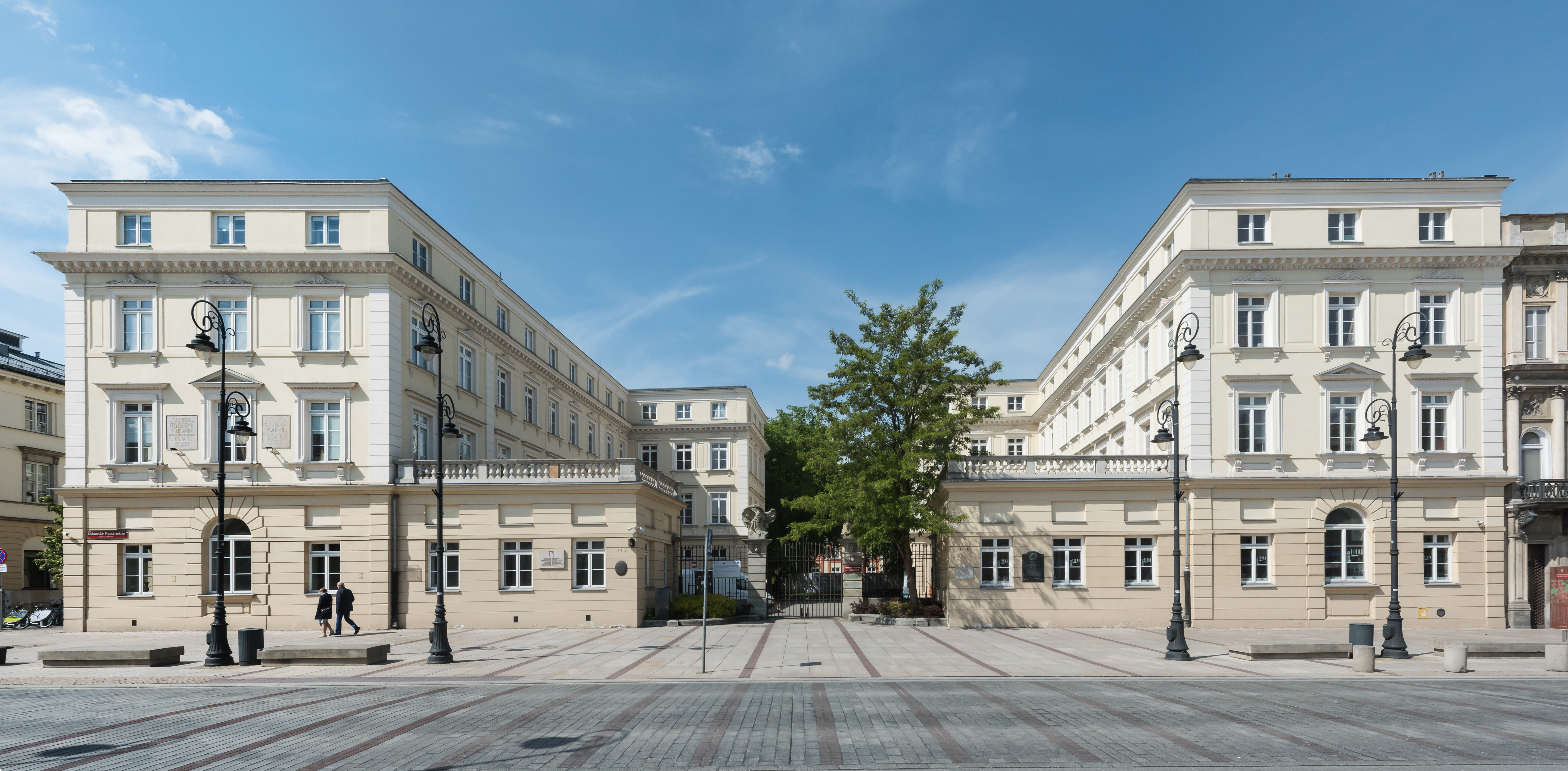
Die Hofeinfahrt von der Krakowskie Przedmieście aus zum Kerngebäude, flankiert von den langgestreckten Nebengebäuden. Im linken Gebäude lebte im 3. Stock die Familie Chopin

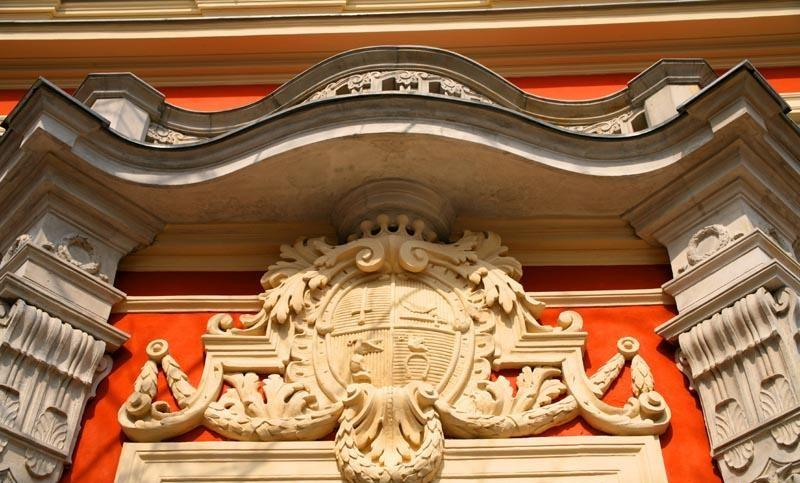
Wappen-Kartusche der Familie Krasiński über dem Haupteingang zum Palast

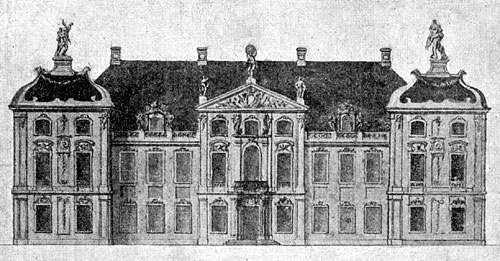
Ansicht der Frontfassade Anfang des 18. Jahrhunderts; Stich eines unbekannten Künstlers um 1750

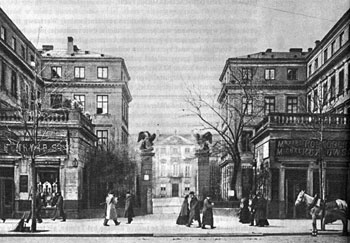
Zufahrt zum Palast etwa zur Wende zum 20. Jahrhundert

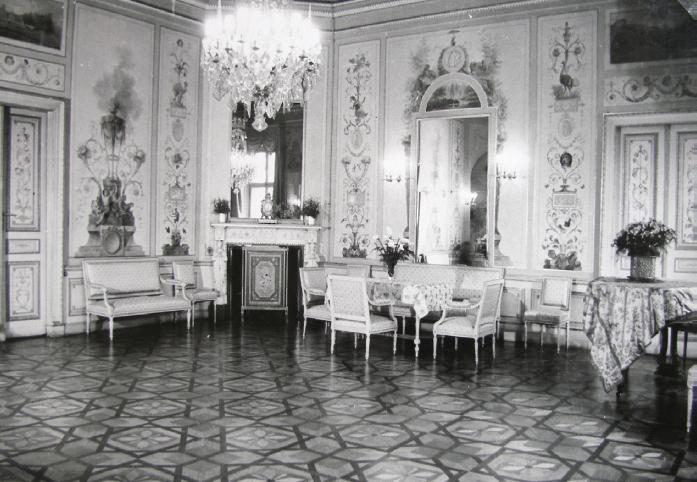
Ausschnitt des Ballsaales mit einer neoklassizistischen Täfelung vor seiner Zerstörung im Zweiten Weltkrieg

Der Czapski-Palast (auch Krasiński- oder Raczyński-Palast genannt, polnisch: Pałac Czapskich, Krasińskich bzw. Raczyńskich) ist eine bedeutende Residenz des Spätbarocks (mit Anklängen des Rokokos) in Warschaus Innenstadtdistrikt an der Prachtstraße Krakowskie Przedmieście (Nr. 5); damit am Königsweg. Er gehört zu den schönsten Magnatenpalästen Warschaus und wird heute von der Akademie der Bildenden Künste genutzt. Im Verlauf der letzten dreihundert Jahre lebten im Palast sowie in seinen Nebengebäuden viele bedeutende Persönlichkeiten.

## Lage
Das Palastensemble, welches aus dem Kerngebäude sowie getrennt liegenden Nebengebäuden besteht, liegt auf einem langgestreckten, rund 140 × 60 Meter großen Grundstück, dass im Osten von der Krakowskie Przedmieście, im Süden von der Ulica Romualda Traugutta und im Westen von der Pasaż Wacława Niżyńskiego begrenzt ist. Im Norden schließt sich an der Krakowskie Przedmieście das Mitte des 19. Jahrhunderts von Enrico Marconi entworfene Grodzicki-Haus an, hinter dem sich – parallel zum Czapski-Grundstück – heute ein großer Parkplatz befindet. Schräg gegenüber dem Palast an der Niżyńskiego wurde in den 1960er Jahren das Hotel Victoria errichtet. Hier beginnt der Piłsudski-Platz. Gegenüber der Krakowskie Przedmieście befindet sich der Eingang zum Campus der Warschauer Universität.

## Geschichte
An der Stelle des heutigen Kerngebäudes stand in der ersten Hälfte des 17. Jahrhunderts das hölzerne Landhaus Aleksander Ludwik Radziwiłłs, eines Großmarschalls von Litauen. Nach seinem Tod fiel das Gebäude an seinen Sohn Michał Kazimierz, einen litauischen Feldhetmann. Er begann im Jahr 1680 mit dem Bau eines gemauerten Palastes. Bei seinem Tod 1681 stand allerdings erst das Fundament des neuen Gebäudes. Im selben Jahr übernahm der Bischof Michael Stephan Radziejowski das Anwesen und vollendete 1705 den Bau, der vermutlich auf einem Projekt von Tylman van Gameren basierte.
Der Erbe Radziejowskis, Michał Prażmowski veräußerte den Palast 1712 an den Krongroßhetmann Adam Mikołaj Sieniawski, unter dem das Gebäude in den Jahren 1717 bis 1721 umgebaut wurde. An den Arbeiten waren die Architekten Augustyn Wincenty Locci, Carlo Bay und Kacper Bażanka beteiligt. Bei diesem Umbau erhielt der Palast seine heutige Struktur. Nach dem Tode Sieniawskis erbte die Tochter Maria Zofia 1726 den Palast. 1732 mussten sie und ihr Mann, August Aleksander Czartoryski, das Objekt an den Bankier Piotr de Riacour verkaufen, da die verschwenderisch lebende Maria Zofia hoch bei ihm verschuldet war.

### Czapskis und Krasińskis
Im Jahr 1736 verkaufte Riacour dann den Palast an den späteren Kronschatzmeister Jan Ansgary Czapski weiter. Nach dessen Tod erbte ihn seine Tochter Maria Czapska. Unter ihr arbeiteten 1743 und 1744 die Bildhauer Antonio Capar und Samuele Contessa am Palast; sie schufen auch die Fassadenstatuen. Von 1752 bis 1765 wurde das Gebäude im spätbarocken Stil umgestaltet. Zu dieser Zeit entstand auch die mit Adlern und allegorischen Figuren (Jahreszeiten) dekorierte Einfahrt an der Krakowskie Przedmieście. Den Palast erbte 1784 Konstancja Czapska, die mit Dominik Radziwiłł und folgend mit Stanisław Małachowski verheiratet war. 1790 ließ sie von Johann Christian Kamsetzer die dreistöckigen Nebengebäude (Offizine) im klassizistischen Stil an der Krakowskie Przedmieście errichten, die damals Mietwohnungen enthielten. Nach dem Tod Małachowskis erbte dessen Stieftochter Maria Urszuła Radziwiłł den Palast. Ihr Ehemann war der General Wincenty Krasiński, der gemeinsame Sohn der Dichter Zygmunt Krasiński. Zu dieser Zeit war der Palast ein Zentrum gesellschaftlichen Lebens in Warschau.
1851 und 1852 baute Enrico Marconi die Pavillons des Palastes aus. 1867 wurde die zur neu trassierten Traugutta (damals: Ulica Fiodora Berga) liegende Seite des Kernbaus aufgestockt. 1890 baute Julian Ankiewicz die Nebengebäude um. Etwas früher waren beim Umbau des Palastes auch Jan Kacpar Heurich und Stefan Szyller tätig.

### 20. Jahrhundert
Nach mehreren Erbgängen gelangte der Palast 1909 in die Hände von Edward Raczyński, der zwischen den Weltkriegen als Botschafter Polens in London tätig war. Beim Angriff auf Warschau wurde der Palast von Artilleriegranaten und Fliegerbomben getroffen, die ihn zerstörten. Dabei ging eine wertvolle Kunst- und Büchersammlung verloren. Die bis dahin erhaltenen Nebengebäude brannten während des Warschauer Aufstandes 1944; Reste wurden nach dessen Niederschlagung von deutschen Einheiten gesprengt.
1946 wurden die Ruinen der Akademie der Bildenden Künste übereignet. Unter Leitung des Architekten Stanisław Brukalski baute die Hochschule die Gebäude bis 1959 wieder auf. Außen erhielt der Palast weitgehend sein spätbarockes Erscheinungsbild aus der Mitte des 18. Jahrhunderts; der Zentralbau wurde allerdings niedriger ausgeführt, als er vor der Zerstörung gewesen war. Den originalen roten Anstrich erhielt der Palast erst im Jahr 2004. Die Innenräume wurden nicht im Originalzustand wiederhergestellt; sie wurden gemäß den Nutzungsanforderungen neu geschnitten und ausgestattet. Im Kerngebäude befinden sich das Rektorat, die Bibliothek der Hochschule sowie ein 1985 eröffnetes Museum zur Geschichte des Instituts, welches rund 30.000 Exponate enthält. In den Nebengebäuden sind heute die Ateliers der Fakultäten untergebracht. Im Jahr 2007 wurde bekannt, dass ein Nachkomme des letzten Eigentümers vor der Enteignung (Edward Raczyński) auf Rückgabe klagt.
Auf dem Hof des Palastes steht die bronzene Kopie einer Reiterstatue von Andrea del Verrocchio. Sie zeigt den italienischen Feldherrn Bartolomeo Colleoni. Dabei handelte es sich ursprünglich um eine Schenkung der Stadt Stettin (die Statue stammte aus dem dortigen Stadtmuseum) nach dem Krieg. Nach der Wende forderte Stettin jedoch seine Statue zurück, heute sieht man hier nur eine Kopie der Kopie. Ebenfalls auf dem Gelände befindet sich eine originale neugotische Hofpumpe etwa aus dem Jahr 1850. Sie wurde von der Warschauer Firma Trötzer und Emmel hergestellt; der Auslauf ist in Form eines Drachenkopfes gestaltet.

## Bedeutende Bewohner
Neben den bereits genannten Persönlichkeiten aus Politik, Militär und Klerus wohnten im Czapski-Palast bzw. seinen Nebengebäuden weitere berühmte Zeitgenossen: Der Künstler Zygmunt Vogel war von 1808 bis 1826 Bewohner des Ensembles. Von 1827 bis 1830 lebte Frédéric Chopin an der Krakowskie Przedmieście mit seiner Familie; es war sein letzter polnischer Wohnort vor seinem Wegzug in das Exil. Die großzügige Wohnung im zweiten Stock, die nach von Antoni Kolberg im Jahr 1832 angefertigten Zeichnungen eingerichtet wurde, kann heute besichtigt werden. Von 1837 bis 1839 wohnte der Dichter Cyprian Kamil Norwid in dem Gebäude. Schließlich lebte hier auch der polnische Außenminister Józef Beck in der berufsbedingten Abwesenheit des Eigentümers Raczyński in der Zwischenkriegszeit.